# 默顿·米勒

默顿·米勒
©诺贝尔基金会

默顿·霍华德·米勒（英語：Merton Howard Miller，1923年5月16日—2000年6月3日），美国经济学家，由于发现了资本结构理论中的莫迪尼亚尼-米勒定理而获的1990年诺贝尔经济学奖（与哈里·马科维茨和威廉·夏普分享）。
米勒在1952年获约翰·霍普金斯大学经济学博士学位，曾先后任职于美国财政部、伦敦政治经济学院、卡耐基梅隆大学，后长期任教于芝加哥大学，是芝加哥经济学派的成员，2000年逝世。

## 生平

### 早年经历
米勒出生于波士顿，马萨诸塞州，父母是Sylvia and Joel Miller，母亲是家庭主妇，而父亲是一名律师。二战期间，他在财政部的税收部门做经济分析师的工作，并在1952年取得了去约翰霍普金斯大学读PHD学位的机会。他PHD毕业后第一份学术工作是在伦敦大学经济系做访问助理讲师。